# Етър-64
„Етър-64“ е хандбален клуб от Велико Търново.
Клубът е 8 пъти шампион на България за жени – през 2002, 2004, 2009, 2010, 2011, 2012, 2013 и 2014 година. 16 пъти е носител на купата на страната - 1997, 2002, 2004, 2005, 2006, 2007, 2009, 2010, 2011, 2012, 2014, 2015, 2017, 2021, 2023 и 2024 г.

## История
Хандбален клуб „Етър-64“ е основан през 1964 г., като неговият първи председател е Тодор Банковски. Клубът поддържа всички възрасти в женското направление. От 1967/68 г. представителният му отбор влиза в елитната А група и оттогава до днес играе в нея без прекъсване.
През 1997 г. „Етър-64“ печели първото си отличие при жените - купата на България. В последните години хегемонията му в този турнир е непрекъсната, като я извоюва още 10 пъти - през 1997, 2002, 2004, 2005, 2006, 2007, 2009, 2010, 2011, 2012 и 2014 година.
2002 г. е най-успешната за клуба. Освен че печелят купата, великотърновки стават за пръв път носител на най-ценното отличие  шампионската титла на България, като не допускат никаква загуба в първенството. В европейските клубни турнири „Етър-64“ стига до 1/4-финал за „Чалъндж къп“ и след пълно равенство с португалския „Жил Инес“ само по-малкото отбелязани голове на чужд терен го лишават от участие на полуфинал.
В следващите години етърки прибавиха още една шампионска купа в богатата си витрина  през 2004 г. От 2009 г. тимът започна уникална серия в родния шампионат, като в продължение на 1258 дни изобщо не допусна загуба, като през това време натрупа още три титли – 2009, 2010 и 2011 г. Също така успешна бе и 2012 г. и 2014 г. които донесоха нов дубъл (титла и купа) за тима. През 2014 г. „виолетовите“ спечелиха шестата си поредна и общо осма за последните 12 г. шампионска титла на страната.
Освен женския състав, момичетата, девойките младша и старша възраст са многократни шампиони на страната, което прави „Етър-64“ в последните години без конкуренция в женското направление на хандбала в България.
Настоящият състав на отбора включва: Десислава Николова, Мария Йорданова, Кристияна Караманлиева, Антония Симеонова, Даниела Коцева, Деница Иванова, Петя Кръстева, Десислава Кръстева, Мартина Стефанова, Мирела Павлова, Соня Богданова, Виктория Маринова, Данислава Петрова и Стилияна Динева.
Настоящ президент на клуба е Атанас Атанасов, а старши треньор - Йонка Генчева.